# Kathy Cornelius
Kathy Cornelius, född 27 oktober 1932 i Boston i Massachusetts, var en amerikansk golfspelare.
Cornelius tog examen på Florida Southern där hon spelade i herrarnas golflag och hon vann som amatör Southern Amateur championship 1952. Hon blev professionell 1953 och medlem på den amerikanska LPGA-touren 1956. Under sitt första år på touren vann hon två individuella tävlingar inklusive seger i majortävlingen US Womens Open. Därefter vann hon ytterligare fem LPGA-tävlingar.
Hennes bästa år var 1973 då hon slutade på en åttonde plats i penningligan.

## Meriter

### Majorsegrar
- 1956 US Womens Open

### LPGA-segrar
- 1956 St. Petersburg Golf Open, Hot Springs Invitational (med Beverly Hanson)
- 1959 Cosmopolitan Golf Open
- 1961 Tippecanoe Golf Open
- 1972 Bluegrass Invitational
- 1973 Sealy-Faberge Classic